# (21466) Franpelrine
(21466) Franpelrine est un astéroïde de la ceinture principale d'astéroïdes.

## Description
(21466) Franpelrine est un astéroïde de la ceinture principale d'astéroïdes. Il fut découvert le 21 avril 1998 à Socorro (Nouveau-Mexique) par le projet LINEAR. Il présente une orbite caractérisée par un demi-grand axe de 2,36 UA, une excentricité de 0,15 et une inclinaison de 2,8° par rapport à l'écliptique.

## Compléments